# Eberfing
Eberfing é um município da Alemanha, situado no distrito de Weilheim-Schongau, no estado da Baviera. Tem 25,93 km² de área, e sua população em 2019 foi estimada em 1.461 habitantes.